# Audi R8 (raceauto)
De Audi R8 is een raceauto van het Duitse automerk Audi.

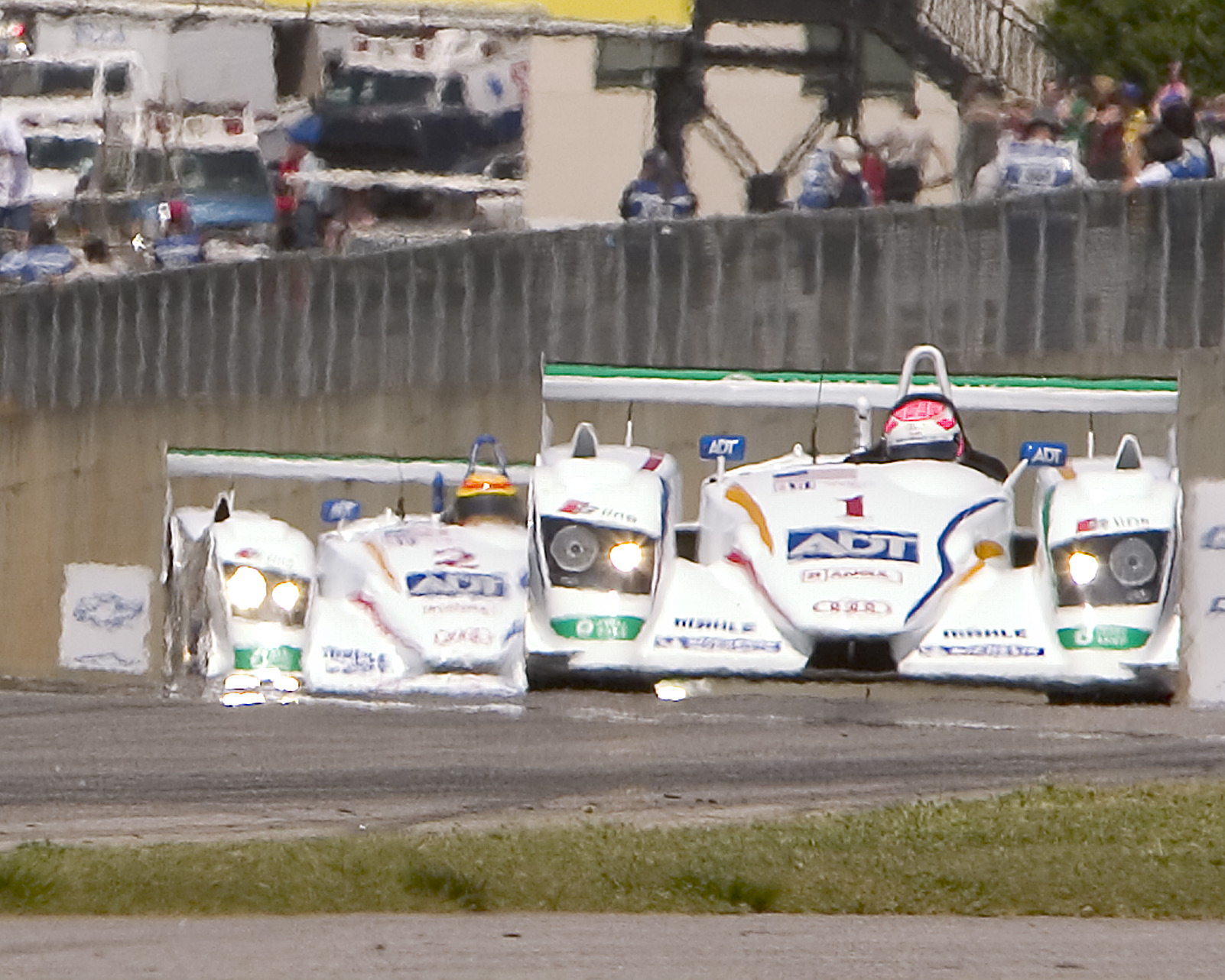
Audi R8

De Audi R8 is ontwikkeld voor gebruik op het circuit. Het is een speciaal voor de enduranceraces ontwikkelde sportwagen. Dit worden ook wel de prototypes genoemd.
De R8 is voorzien van een 3,6l V8-benzinemotor met turbo, die, afhankelijk van de race, een vermogen heeft tussen de 500 en 600 pk.
In 1999 reed de R8 zijn eerste race op het circuit van Sebring in Amerika, zonder veel succes. In 2000 na enkele modificaties werd de R8 een geduchte tegenstander. Tussen 2000 en 2005 won de R8 diverse races, waaronder de 24 uur van Le Mans (2000, 2001, 2002, 2004 en 2005). In de American Le Mans Series (ALMS) behaalde de R8 bij 79 starts 62 overwinningen. Het is een van de meest succesvolle lange-afstandsraceauto's uit de (recente) geschiedenis.
In 2006 werd de R8 opgevolgd door de R10. Het succes van de R8 heeft Audi bovendien doorvertaald naar een sportauto voor de openbare weg. De naam R8 werd gebruikt voor de R8-sportauto van het merk.

## Technische specificaties
| Type voertuig   | Le Mans Prototype (LM P1) |
| Carrosserie     | Carbonfiber met aluminium monocoque |
| Motor           | 3,6l V8, , blokhoek: 90°, 4 kleppen per cilinder, dubbele bovenliggende nokkenassen, per cilinderrij één Garret-turbolader met 1,67 bar maximale turbodruk en luchtinlaatrestrictor, vanaf 2001 met directe benzine-injectie (FSI) |
| Motorvermogen   | > 500 tot 600 pk |
| koppel          | > 700 Nm |
| Minimum gewicht | 900 kg |